# Hermann Goecke
Hermann Wilhelm Paul Goecke (* 12. November 1900 in Köln; † 19. Juni 1994 in Münster) war ein deutscher Hochschullehrer für Gynäkologie und Geburtshilfe.

## Leben
Goecke wurde 1900 in Köln als Sohn von Paul Goecke, seinerzeit Chefarzt am Städtischen Krankenhaus in Köln-Mülheim, geboren. Ab dem Wintersemester 1918/19 studierte er an der Philipps-Universität Marburg Medizin. Am 9. April 1919 wurde er im Corps Teutonia zu Marburg recipiert. Er wechselte an die Albert-Ludwigs-Universität Freiburg und wurde auch im vertriebenen Corps Palatia Straßburg aktiv. Dort klammerte er je zweimal den Fuchsmajor und den Subsenior und einmal den Senior. Als Inaktiver wechselte er an die Ludwig-Maximilians-Universität München und die Universität zu Köln. In Köln wurde er 1924 zum Dr. med. promoviert. Als Arzt approbiert, ging Goecke 1925 an das Hygiene-Institut der Medizinische Akademie Düsseldorf. Danach war er bis 1933 Assistent am Pathologischen Institut und an der Frauenklinik der Universität Köln.
Ab Januar 1934 war er an der Universitäts-Frauenklinik Münster tätig, ab Juli 1934 als Oberarzt. Goecke habilitierte sich 1935. 1936 wurde er zum Dozenten ernannt, 1942 zum außerplanmäßigen Professor.
Goecke war zum 1. Mai 1933 in die NSDAP eingetreten (Mitgliedsnummer 2.473.175). Darüber hinaus war er Mitglied im Nationalsozialistischen Deutschen Ärztebund und im Nationalsozialistischen Altherrenbund. Von 1933 bis 1936 fungierte er als Blockleiter und ab 1936 als Zellenleiter der Zelle Kliniken, Münster in Westfalen.
1951, zum Direktor der Universitäts-Frauenklinik Münster berufen und gleichzeitig zum ordentlichen Professor und zum Lehrstuhlinhaber, leitete Goecke diese Klinik bis zu seiner Emeritierung im Jahre 1969. Seit 1952 übte er gleichzeitig das Amt des Direktors der Klinischen Anstalten der Universität Münster bis zum Jahre 1971 aus. In den Jahren 1954/55 betätigte er sich als Dekan der Medizinischen Fakultät und in den Jahren 1961/62 als Rektor der Universität Münster.

## Ehrungen
- Ehrenzeichen des Deutschen Roten Kreuzes (1958)
- Verdienstorden der Bundesrepublik Deutschland, Großes Bundesverdienstkreuz (1969)
- Dr. med. h. c. der Westfälischen Wilhelms-Universität Münster (1980)
- Paracelsus-Medaille (1982)